# Bhraka
Bhraka – gaun wikas samiti w zachodniej części Nepalu w strefie Gandaki w dystrykcie Manang. Według nepalskiego spisu powszechnego z 2011 roku liczył on 83 gospodarstwa domowe i 306 mieszkańców (157 kobiet i 149 mężczyzn).